# Campionato nordamericano femminile di pallavolo 1993
Il XIII campionato nordamericano femminile di pallavolo si è svolto dal 20 al 26 settembre 1993 a Colorado Springs, negli Stati Uniti. Al torneo hanno partecipato 6 squadre nazionali nordamericane e la vittoria finale è andata per la nona volta, la quinta consecutiva, a Cuba.

## Gironi
| Girone A                            | Girone B               |
| ----------------------------------- | ---------------------- |
| Rep. Dominicana Messico Stati Uniti | Canada Cuba Porto Rico |

## Fase finale

### Finali 1º e 3º posto
|  | Quarti          | Quarti      |             |         | Semifinale         | Semifinale         |  |  | Finale 1º/2º posto | Finale 1º/2º posto |
|  |                 |             |             |         |                    |                    |  |  |                    |                    |
|  |                 |             |             |         |                    |                    |  |  |                    |                    |
|  |                 |             |             |         |                    |                    |  |  |                    |                    |
|  | Cuba            | 3           |             |         |                    |                    |  |  |                    |                    |
|  | Cuba            | 3           |             |         |                    |                    |  |  |                    |                    |
|  | Rep. Dominicana | 0           |             |         |                    |                    |  |  |                    |                    |
|  | Rep. Dominicana | 0           | Cuba        | 3       |                    |                    |  |  |                    |                    |
|  |                 |             | Cuba        | 3       |                    |                    |  |  |                    |                    |
|  |                 | Canada      | 0           |         |                    |                    |  |  |                    |                    |
|  | -               | Canada      | 0           | -       |                    |                    |  |  |                    |                    |
|  | -               |             |             | -       |                    |                    |  |  |                    |                    |
|  | -               | -           |             |         |                    |                    |  |  |                    |                    |
|  | -               | -           | Cuba        | 3       |                    |                    |  |  |                    |                    |
|  |                 |             | Cuba        | 3       |                    |                    |  |  |                    |                    |
|  |                 | Stati Uniti | 1           |         |                    |                    |  |  |                    |                    |
|  | Messico         | Stati Uniti | 1           | 3       |                    |                    |  |  |                    |                    |
|  | Messico         |             |             | 3       |                    |                    |  |  |                    |                    |
|  | Porto Rico      | 2           |             |         |                    |                    |  |  |                    |                    |
|  | Porto Rico      | 2           | Stati Uniti | 3       | Finale 3º/4º posto | Finale 3º/4º posto |  |  |                    |                    |
|  |                 |             | Stati Uniti | 3       | Finale 3º/4º posto | Finale 3º/4º posto |  |  |                    |                    |
|  |                 | Messico     | 0           |         |                    |                    |  |  |                    |                    |
|  | -               | Messico     | 0           | -       | Canada             | 3                  |  |  |                    |                    |
|  | -               |             |             | -       | Canada             | 3                  |  |  |                    |                    |
|  | -               | -           |             | Messico | -                  |                    |  |  |                    |                    |
|  | -               | -           |             |         | -                  |                    |  |  |                    |                    |
|  |                 |             |             |         |                    |                    |  |  |                    |                    |
|  |                 |             |             |         |                    |                    |  |  |                    |                    |

## Classifica finale
| Classifica | Squadre         |
| ---------- | --------------- |
|            | Cuba            |
|            | Stati Uniti     |
|            | Canada          |
| 4          | Messico         |
| 5          | Porto Rico      |
| 6          | Rep. Dominicana |